# Lluís Ribas Castellsagué
Lluís Ribas Castellsagué (El Masnou, 28 de desembre de 1949) és un pintor català hiperrealista.

## Biografia
Va néixer en una família de pescadors. Amb només nou anys va descobrir la pintura de la mà de l'artista José María Martínez. A casa no li van permetre estudiar Belles Arts i va completar la seva formació en Publicitat. Paral·lelament, el 1963 amb només catorze anys i apadrinat per Jordi Longarón, va començar a col·laborar amb Selecciones Ilustradas (SI), on va establir una estreta relació professional amb Josep Toutain. Al mateix any va comença a estudiar a l'Escola Massana. Toutain va confiar plenament en Ribas i, durant el període 1969 a 1974, va dirigir fotonovel·les, revistes de còmics, treballa com a il·lustrador, realitza reportatges fotogràfics i disseny gràfic.
Des del 1975, va centrar tota la seva trajectòria en la pintura, assolint un notable prestigi tant dins com fora del país. L'any 1979 es trasllada a Sant Cugat del Vallès i munta el seu estudi a la Floresta.
Des de 1995 disposa de la seva pròpia galeria, Espai Lluís Ribas, al centre de Sant Cugat del Vallès, ciutat en la qual ha realitzat nombroses iniciatives artístiques, com la creació d'un club d'amics de l'art o l'impuls a premis de pintura per a artistes novells. També disposa d'un estudi de pintura a Vilajuïga, a la comarca de l'Alt Empordà i a Mallorca.
El 1998, la prestigiosa firma Wally Findlay Galleries s'interessa per la seva obra i, en el mateix any, signa un contracte en exclusiva pels EUA. Durant 16 anys ha exposat regularment en aquesta sala als Estats Units. Amb aquest motiu a principis del 2000 es trasllada a Nova York, a un estudi on treballa durant uns mesos per realitzar les obres de gran format de la seva primera exposició individual a la ciutat dels gratacels. Al gener de l'any 2007 exposa la seva col·lecció Nimfes en la Wally Findlay de Palm Beach (Florida). A la fi del 2005 i principis del 200 6 va realitzar una ambiciosa exposició itinerant: Le Maroc de Lluís Ribas, que va viatjar de Sant Cugat a Nova York i Rabat (el Marroc) en un triangle d'unió de cultures molt diferents. A continuació s’instal·la a Mallorca, on té habitatge i un gran estudi a Santa Maria del Camí. Més tard adquireix un nou estudi a Vilajuïga (Alt Empordà).
Lluís Ribas va ser l’impulsor l'any 2013 del projecte L’esclat creatiu de la Floresta, una mostra que va reunir més de 60 artistes vinculats al moviment del còmic i la il·lustració que va marcar Sant Cugat durant les dècades dels 60 i 70.
Els seus quadres són de gran format i reflecteixen sobretot la bellesa de la dona emmarcada en la naturalesa, preferentment en el mar, si bé també són excel·lents els seus retrats de la societat magrebina. Ha presentat 127 exposicions individuals i participat en nombroses col·lectives, i també a diverses fires d'art, entre d'altres: InterArte (València), Arco (Madrid), EuropArt (Ginebra), Artexpo (Barcelona). ST Art, Estrasburg
(França) i Donosti Artean, Sant Sebastià. Els seus treballs figuren a importants col·leccions privades d'Europa, Estats Units, Japó i el Canadà. Ha publicat 14 llibres sobre la seva obra, el darrer Icons of the 20th Century.
El 2017 va ser guardonat amb el Premi Sant Cugat i el 2018 va rebre la distinció Paul Harris Fellow de Rotary Club.
El seu nebot és el cuiner Marc Ribas.